# Az Ország Útja
Az Ország Útja állam- és nemzetpolitikai folyóirat. 1937-1943 közt működött. Cikkeiben a gazdasági, szociális és szellemi élettel foglalkozott. Közreadta a Deák Ferenc Társaság. Székhely: Budapest.

## A folyóirat története és irányvonala
Az Ország Útja az 1935-ben megalakult Deák Ferenc Társaság lapjaként indult 1937-ben. A Társaság elnöke, Dessewffy Gyula a folyóirat irányvonalát is meghatározta. A DFT „az alkotmányhű értelmiségi fiatalság eszmei közössége” volt, így a lap is az értelmiség és az új generációk felé fordult elsősorban. Kettős céllal működött. Először is fóruma kívánt lenni a reformkort megidéző katolikus reformmozgalomnak, amely szigorúan békés eszközökkel akarta a társadalmi modernizáció munkáját folytatni. Másrészt a növekvő háborús veszély, a német fenyegetéssel és a vele járó embertelen eszmékkel szemben egyfajta szellemi honvédelmet hirdetett meg. Az 1937 márciusában megjelenő első szám vezércikkét Barankovics István, a lap mindvégig meghatározó szerkesztője írta. Írásának kezdőmondata összefoglalta az újság körül kialakuló értelmiségi csoport aggodalmát, a Dantétól vett idézet így szól: „Óh boldog Magyarország! Csak ne hagyja magát félrevezetni már...”
Az eredetileg 64 oldalon megjelenő újság a háború kitörése utáni papírkorlátozások miatt a '40-es években már csak az eredeti oldalszám felében jelenhetett meg. Utoljára 1943 májusában jelent meg a folyóirat.

## Irányvonal, tartalom és a szerkesztők
A konzervatív nacionalizmus jegyében indult Az Ország Útja, amely elhatárolódott a fasizmustól, a túlzott német befolyástól, a faji eszméktől. Elutasította a magyar kultúrfölény gondolatát is. A lap konzervativizmusa a szélsőségek elutasításából fakadt, a társadalmi, gazdasági és szociális reformokat szükségesnek tartotta. Az 1830-as, '40-es években zajló reformkorhoz hasonló szellemi pezsgést és az akkor elvégzett munka folytatását akarta indukálni az orgánum.
A Szabad szószék című rovatban különféle, egymással gyakran vitatkozó tanulmányok láttak napvilágot. Könyvszemle címszó alatt magyar és idegen nyelvű műveket mutattak be. 1937 és '38 között tételesen pártpolitikával is foglalkozott a lap Országgyűlési Tudósítások címmel. 1940-től külön Szociálpolitikai Szemlébe gyűjtötték a társadalmi változásokat sürgető írásokat. 1938-ban pedig külön lapszámot szenteltek a csehszlovákiai magyarság elmúlt húszéves történetének.
1939 szeptemberétől egy munkabizottság állt föl, amely az újság szerkesztését segítette. A lap állandó szerzőin túl, tagja lett a bizottságnak Bóka László (a folyóirat irodalmi vezetője), Gogolák Lajos, Peéry Rezső, Wesselényi Miklós, majd Puskás Lajos. Az utolsó évben, 1943-ban szerkesztőbizottság is létrejött, melynek tagjai lettek: Andorka Rudolf, Balla Antal, Joó Tibor, Tildy Zoltán valamint a korábbi tagok. A lap rendszeres szerzői voltak: Ajtay József, Almásy József (Esztergom egyházmegyés pap), Áfra Nagy János, Bölöny József, Fábián Dániel, Ferdinandy Mihály, Frey András, Kerék Mihály, Pogány Ö. Gábor, Sulyok Dezső, Szabó Pál és mások. (A szerkesztőgárda majdnem teljesen egybe esett az 1938-ban induló Magyar Nemzet publicistáival.)

## Lapszámok
- Az Ország Útja letölthető lapszámai. Digitális Törvényhozási Tudástár. dtt.ogyk.hu